# Mine de Djebel Onk
La Mine de Djebel Onk est une mine de phosphate située dans la wilaya de Tébessa en Algérie. Elle est l'une des plus grandes réserves de phosphate d'Algérie, avec des réserves estimées à 2,8 milliards de tonnes de minerai à 24 % de pentoxyde de phosphore.

## Historique
En septembre 2020, le conseil interministériel algérien avait défini le nouveau schéma d’exploitation du phosphate dans l’Est algérien. Il comprend trois phases de cinq ans.
Les autorités algériennes ont annoncé, en novembre 2020, par le biais du Ministre de l'Énergie et des Mines, Mohamed Arkab, que la production entrera en exploitation en 2022. Ce projet, permettra de produire à terme 5,4 millions de tonnes d’engrais par an.
L’Algérie et la Chine, ont lancé au mois de mars 2022, un premier partenariat, avec la signature d’un pacte d’actionnaires, donnant naissance à une nouvelle société de droit algérien pour entamer les activités préliminaires relatives au développement du Projet Phosphates Intégré (PPI). Cette société mixte, dénommée Algerian Chinese Fertilizers Company (ACFC), est un fruit de partenariat entre les groupes algériens Asmidal (filiale de Sonatrach) et MANAL spa (Groupe Manadjem Al Djazair) d’une part, et les sociétés chinoises WUHUAN Engineering et TIAN'AN Investments d'autre part.